# Stipa kyzylkiensis
Stipa kyzylkiensis är en gräsart som beskrevs av Kotukhov. Stipa kyzylkiensis ingår i släktet fjädergrässläktet, och familjen gräs. Inga underarter finns listade i Catalogue of Life.